# Kuno von Klebelsberg

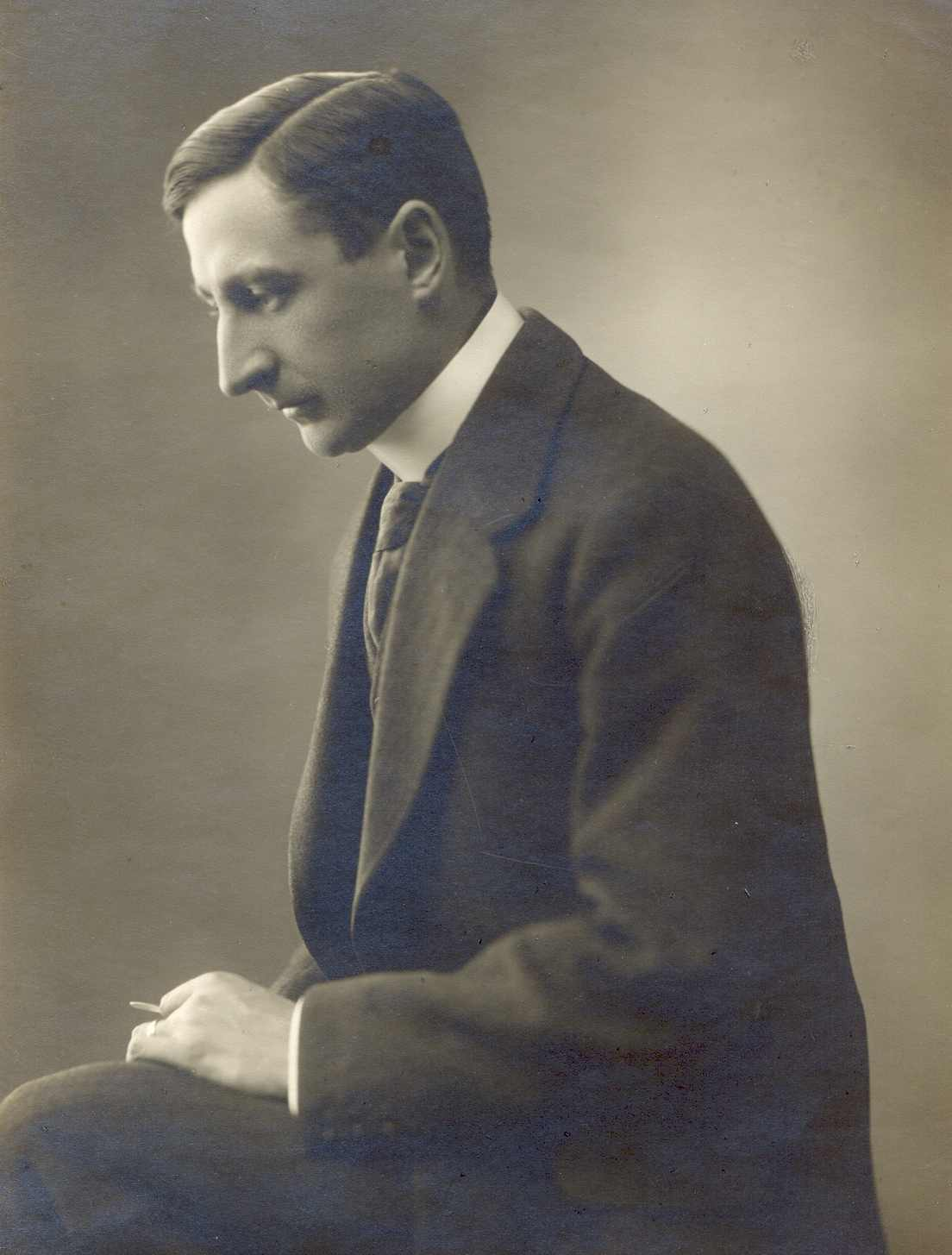
Kuno von Klebelsberg

Graaf Kuno von Klebelsberg de Thumburg of Kunó Klebelsberg (Pécska, 13 november 1875 - Boedapest, 12 oktober 1932) was een Hongaars politicus die van 1922 tot 1931 de functie van minister van Godsdienst en Onderwijs uitoefende.
Klebelsberg werd geboren in Magyarpécska, het huidige Pecica in Roemenië. Hij studeerde in Boedapest, Berlijn, München en Parijs. Na de Eerste Wereldoorlog, de Asterrevolutie, het Verdrag van Trianon en de Witte Terreur, werd hij in 1921 minister van Binnenlandse Zaken in de regering-Bethlen voor de Eenheidspartij. Vanaf 1922 werd hij minister van Godsdienst en Onderwijs, een functie die hij tot 1931 bleef uitoefenen. Klebelsberg voerde verschillende onderwijshervormingen door, faciliteerde de oprichting van basisscholen op het platteland, begon met een modernisering van de universiteiten en richtte Hongaarse culturele instellingen ("Collegium Hungaricum") op in andere landen, om een bewustzijn van de Hongaarse cultuur te creëren in het buitenland.
Desalniettemin was Klebelsberg controversieel, omdat hij vasthield aan een ideologie van Hongaarse suprematie, die een hogere culturele waarde van de Hongaren tegenover de minderheden van de Oostenrijks-Hongaarse monarchie (Serviërs, Slovaken, Roemenen...) inhield. Na het Verdrag van Trianon stonden zijn ideologie en onderwijshervormingen ten dienste van de territoriale eisen en het revisionisme van het Hongaarse regime onder regent Miklós Horthy. Klebelsberg was antisemitisch en beschouwde de Hongaarse Joden als de schuldigen voor de sociaaldemocratische en communistische revoluties die respectievelijk de Democratische Republiek Hongarije (1918) en de Hongaarse Radenrepubliek (1919) tot stand brachten, alsook voor de territoriale verliezen die Hongarije moest slikken door het Verdrag van Trianon. In een dramatische oproep in 1924 riep hij de joden op om Groot-Hongarije terug te geven, in ruil voor het afschaffen van de numerus clausus voor universitaire opleiding, die erop gericht was het aantal joden in een opleiding te beperken.